# Ђ
La Ђ, minuscolo ђ, chiamata đe o dje, è una lettera dell'alfabeto cirillico. Viene usata solo nella lingua serba per rappresentare la consonante affricata alveolo-palatale sonora IPA /ʥ/, il suono prodotto in serbo da una consonante occlusiva alveolare sonora per iotizzazione. Venne adottata da Vuk Stefanović Karadžić dalla Ћ.
Viene solitamente traslitterata in latino con "Đ, đ", oppure se non disponibile con "Dj, dj", ma è preferibile la prima traslitterazione.